# Amphianthus ingolfi
Amphianthus ingolfi is een zeeanemonensoort uit de familie Hormathiidae.
Amphianthus ingolfi is voor het eerst wetenschappelijk beschreven door Carlgren in 1942.